# تیگران آوانسیان
تیگران بنیکی آوانسیان (روسی: Тигран Беникович Аванесян؛ زادهٔ ۱۳ آوریل ۲۰۰۲ در کالینینگراد) بازیکن فوتبال در پست هافبک ارمنی‌تبار اهل روسیه است.

## باشگاهی
از باشگاه‌هایی که در آن بازی کرده‌است می‌توان به باشگاه فوتبال بالتیکا کالینینگراد و باشگاه فوتبال زسکا مسکو اشاره کرد.

## تیم ملی
وی همچنین در تیم‌های ملی فوتبال زیر ۱۶سال روسیه، زیر ۱۷سال روسیه، و زیر ۱۸سال روسیه بازی کرده‌است.